# لیگ اروپا ۱۷–۲۰۱۶
لیگ اروپا ۱۷–۲۰۱۶ چهل و ششمین دوره از مسابقات فوتبال باشگاه‌های ثانویه برتر اروپا و هشتمین دوره لیگ اروپا از زمانی‌که به این نام تغییر نام داد خواهد بود. دیدار نهایی در ورزشگاه فرندز آرنا شهر سولنا سوئد برگزار شد که در نهایت تیم منچستر یونایتد توانست با شکست تیم آژاکس قهرمان این دوره از رقابت‌ها شد.

## مرحلهٔ حذفی
در این مرحله هر تیم راه یافته (به جز بازی فینال) دو بازی رفت و برگشت انجام خواهد داد که در صورت برنده شدن در مجموع بازی‌ها به دور بعد راه می‌یابد. در صورت تساوی در مجموع بازی‌های رفت و برگشت دو تیم، گل زدهٔ بیشتر در خانهٔ حریف مشخص می‌کند کدام تیم به مرحلهٔ بعد راه می‌یابد و در صورت تساوی گل‌های زده در خانهٔ حریف، کار به ۲ وقت اضافهٔ ۱۵ دقیقه‌ای (در مجموع ۳۰ دقیقه) می‌کشد، و در پایان این وقت اضافه در صورت تغییر نکردن نتیجه، ضربات پنالتی تیم برنده را مشخص می‌کند.

### یک‌هشتم نهایی
| تیم ۱     | نتیجه نهایی | تیم ۲               | بازی رفت | بازی برگشت |
| --------- | ----------- | ------------------- | -------- | ---------- |
| سلتاویگو  | ۱–۴         | کراسنودار           | ۰–۲      | ۱–۲        |
| آپوئل     | ۲–۰         | اندرلخت             | ۱–۰      | ۱–۰        |
| شالکه ۰۴  | ۳–۳ (گ. ز)  | بروسیا مونشن‌گلادباخ | ۲–۲      | ۱–۱        |
| لیون      | ۴–۵         | رم                  | ۲–۱      | ۲–۴        |
| روستوف    | ۲–۱         | منچستریونایتد       | ۱–۰      | ۱–۱        |
| المپیاکوس | ۵–۲         | بشیکتاش             | ۴–۱      | ۱–۱        |
| خنت       | ۶–۳         | خنک                 | ۱–۱      | ۵–۲        |
| کپنهاگن   | ۳–۲         | آژاکس               | ۰–۲      | ۲–۱        |

### یک‌چهارم نهایی
| تیم ۱    | نتیجه نهایی | تیم ۲         | بازی رفت | بازی برگشت |
| -------- | ----------- | ------------- | -------- | ---------- |
| اندرلخت  |             | منچستریونایتد | ۲–۱      | ۱–۱ (و. ا) |
| سلتاویگو | ۳–۴         | خنک           | ۱–۱      | ۲–۳        |
| آژاکس    | ۳–۴         | شالکه ۰۴      | ۰–۲      | ۳–۲ (و. ا) |
| لیون     | ۳–۳ (۶–۷ پ) | بشیکتاش       | ۱–۲      | ۲–۱ (و. ا) |

### نیمه نهایی
۴ تیم راه‌یافته از مرحلهٔ قبل برحسب قرعه دو به دو در مقابل هم قرار می‌گیرند و در قالب دو بازی رفت و برگشت با هم رقابت می‌کنند. قرعه کشی این مرحله ۲۱ آوریل ۲۰۱۷ برگزار خواهد شد؛ همچنین با یک قرعه کشی همزمان مشخص می‌شود برندهٔ کدام بازی به عنوان میزبان بازی نهایی این رقابت‌ها شناخته شود. دور رفت بازی‌ها ۴ مه ۲۰۱۷ و دور برگشت آن‌ها ۱۱ مه ۲۰۱۷ برگزار خواهند شد.
| تیم ۱    | نتیجه نهایی | تیم ۲         | بازی رفت | بازی برگشت |
| -------- | ----------- | ------------- | -------- | ---------- |
| آژاکس    | ۴–۵         | لیون          | ۱–۴      | ۳–۱        |
| سلتاویگو | ۲–۱         | منچستریونایتد | ۱–۰      | ۱–۱        |

### مرحلهٔ نهایی
دو تیم باقی‌مانده در این رقابت‌ها، در قالب بازی نهایی لیگ اروپا، ۲۴ مه ۲۰۱۷ در ورزشگاه فرندز آرنا در شهر سولنا، سوئد در مقابل همدیگر قرار گرفتند که در نهایت تیم منچستر یونایتد توانست با شکست تیم آژاکس قهرمان این دوره از رقابت‌ها شد.
| آژاکس | ۰–۲   | منچستر یونایتد              |
| ----- | ----- | --------------------------- |
|       | گزارش | - پوگبا ۱۸' - مخیتاریان ۴۸' |